# Бжозови-Мост
Бжозови-Мост (пол. Brzozowy Most) — село в Польщі, у гміні Єжево Свецького повіту Куявсько-Поморського воєводства.
У 1975-1998 роках село належало до Бидгощського воєводства.